# Ускрс (филм)
„Ускрс” је југословенски кратки ТВ филм из 1969. године. Режирао га је Јован Аћин који је написао и сценарио.

## Улоге
| Глумац             | Улога |
| ------------------ | ----- |
| Слободан Алигрудић |       |